# 카살디프린치페
카살 디 프린치페(이탈리아어: Casal di Principe)는 이탈리아 캄파니아주 카세르타도에 있는 코무네이다. 나폴리로부터 북서쪽으로 25km, 카세르타에서 남서쪽으로 20km 거리에 있다. 물소 모짜렐라 생산으로 유명하며 전 세계적으로 수출하고 있다.